# Katrán

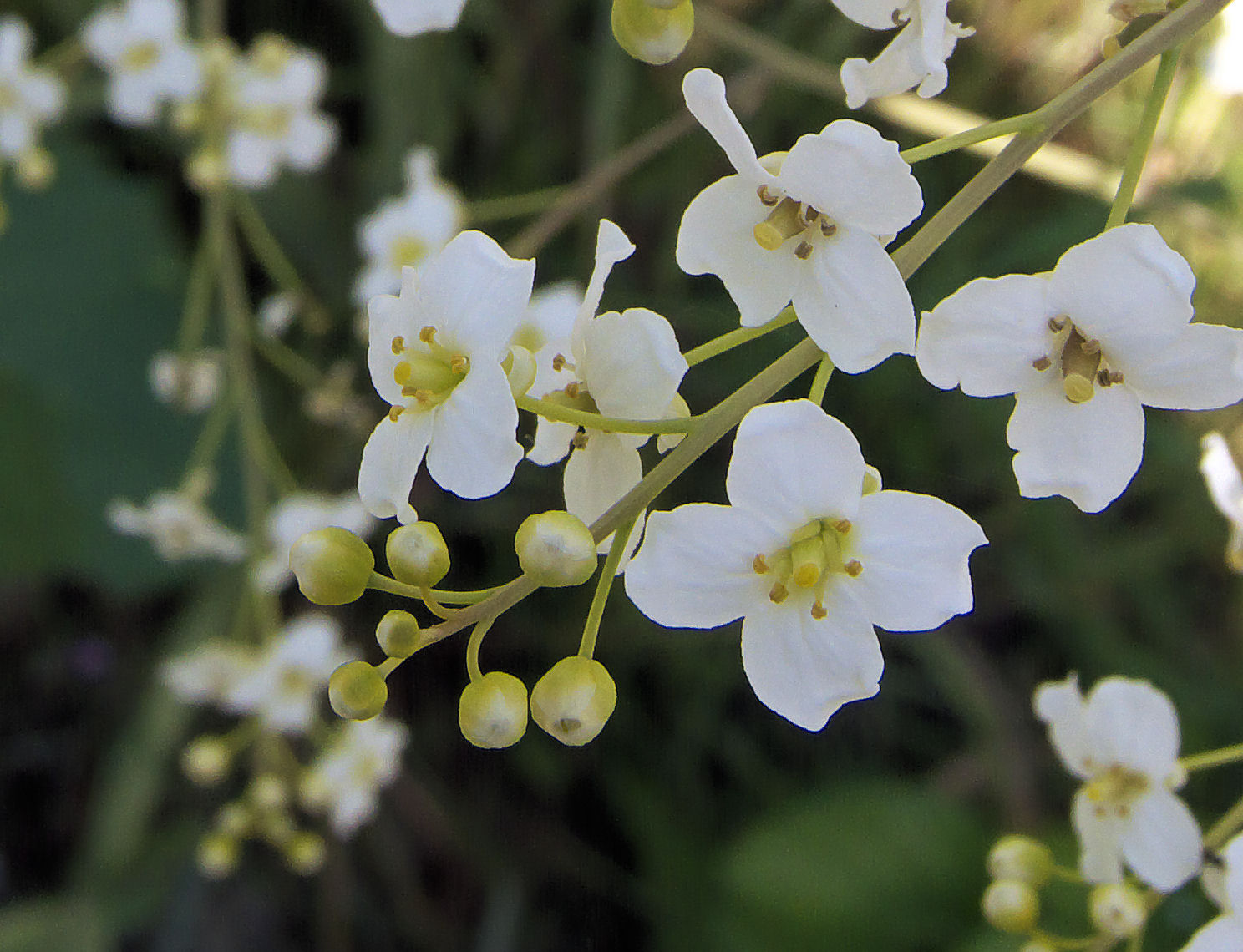
Květy katránu

Katrán (Crambe) je rod čítající okolo 35 druhů z nichž se asi 10 vyskytuje v Evropě. Přísluší do čeledě brukvovitých a jako takový má obvykle olejnatá semena a v rostlinných buňkách glykosidy. Jeho domovem je Starý svět (Evropa, Asie a Afrika) a některé jeho druhy zdomácněly v Severní Americe.

## Popis
Jsou to jednoletky nebo trvalky, nejčastěji byliny s našedlou rozvětvenou lodyhou vyrůstající vzpřímeně, jsou lysé nebo porostlé jednoduchými chlupy. Listy má dvojího typu, jednak řapíkaté v přízemní růžici a pak obvykle menší lodyžní, mezidruhově jsou variabilní i ve velikostech. Přízemní bývají různě laločnaté, lyrovité, zpeřené, často zvlněné a hrubě zubaté. Na lodyze vyrůstají střídavě a jsou menší, více celistvé a jemněji zubaté, mají i kratší řapíky.
Květy jsou oboupohlavné, pravidelné, se čtyřmi kališními a čtyřmi korunními plátky, vyrůstají na vztyčených a rozbíhajících se stopkách, bývají sestaveny do rozměrných květenství hroznů nebo lat. Kališní lístky jsou volné, vejčité nebo podlouhlé a na vrcholu jsou tupé. Korunní lístky bílé nebo žluté barvy jsou také volné, obvejčité, eliptické nebo podlouhlé, s celistvým okrajem i vrcholem a vždy výrazně delší než kališní. V květu je šest čtyřmocných volných tyčinek, kratší vnější mají nitky bez přívěsků, prašníky jsou vejčité nebo podlouhlé. Semeník obsahuje dvě vajíčka, jediný pestík někdy nemá čnělku ale jen hlavičkovitou bliznu. Plody jsou dvoudílné nepukavé šešulky, spodní díl u stopky je prázdný, horní kulovitý nebo vejčitý obsahuje jediné neokřídlené semeno. Květy jsou opylovány cizím a většinou i vlastním pylem. Rozšiřují se převážně semeny, někdy i oddenky.

## Význam
Některé druhy např. katrán etiopský jsou perspektivními olejnatými rostlinami které postupně nacházejí uplatnění jako průmyslové i potravinářské, mohou být v určitých klimatických podmínkách přímou poživatinou nebo zdrojem oleje a rostlinných nedřevitých vláken pro specifické využití. Jiné druhy vyrůstají jako nechtěný plevel na obdělávaných polích.

## Taxonomie
V České republice rostou tři druhy rodu katrán, z nichž jeden je původní
- katrán tatarský (Crambe tataria) Sebeók (hodnocen jako silně ohrožený druh)

a dva jsou řídce se vyskytující zavlečené neofyty:
- katrán etiopský (Crambe abyssinica) R. E. Fr.
- katrán přímořský (Crambe maritima) L.[5]